# ويس تايلور
ويس تايلور هو مربي كندي، ولد في 1962 في Virden, Manitoba ‏ في كندا.